# 胡伊拉尔特
胡伊拉尔特（荷蘭語：Hoeilaart，荷蘭語發音：[ˈɦui̯laːrt]）是比利时弗拉芒大區弗拉芒布拉班特省哈勒-维尔福德区的一个市镇，北与布鲁塞尔首都大区接壤，南接瓦隆大区瓦隆布拉班特省，面积20.43平方千米，人口11,172人（2018年1月1日）。胡伊拉尔特是弗拉芒社群的一部分，官方语言与当地多数居民使用的语言为荷蘭語，不过当地有一定数量的法语人口，但胡伊拉尔特并不是一个语言便利市镇，市政部门不为法语人士提供语言便利。